# Зося (Пан Тадеуш)
Зося (пол. Zosia), також відома як Софія Горешко (пол. Gerwazy) — літературна героїня, персонажка поеми «Пан Тадеуш» польського поета Адама Міцкевича, яка була видана у 1834 році.
Названа на честь Софії з Мацкевичів, дружини Антоні Едварда Одинця.
У виставі «Пан Тадеуш» режисера Миколи Пінігіна (2014) роль Зосі виконали Марта Голубєва та Крістіна Козак.

## Характеристика
Дочка Єви Горешки й воєводи, який разом із дружиною закінчив своє життя десь у Сибіру. Вона народилася до депортації її батьків, не пізніше 1795 року. Зосі мало бути 14 років на час написання поеми, але Суддя повідомляє, що вона «вже виросла з дитини», і Талимена каже Зосі в п’ятій книзі поеми:
«Ну, Зосю, чи ж таки
Тобі не соромно? Чотирнадцяте літо
От-от кінчається. Пора вже не дуріти,
Пора покинути індики доглядать

Та дітвору брудну казками забавлять»
Так чи інакше, після смерті батьків виховання Зосі було доручено подрузі її померлої матері, з якою вона тривалий час жила в Петербурзі. На початку поеми Зося разом з опікуном з двох років живе в Сопліцівці, захована від світу, за виховними концепціями виховательки.
Дівчина любить доглядати за містом і часто розігрує вистави, перебуваючи на природі. За сприйняттям інших персонажів поеми, Зося — ніжна, вихована і природна панночка, дуже гарна зовні: русяве волосся (найчастіше заплетене в коси), блакитні очі.
В останньому розділі поеми вона виходить заміж за Тадеуша.